# Werner von Gilsa
Werner von Gilsa (4 de março de 1889 - 8 de maio de 1945) foi um oficial alemão que serviu no Deutsches Heer durante a Segunda Guerra Mundial. Foi condecorado com a Cruz de Cavaleiro da Cruz de Ferro com Folhas de Carvalho.

## Condecorações
| Cruz de Ferro (1939) 2ª Classe                                      | 18 de outubro de 1914  |
| Cruz de Ferro (1939) 1ª Classe                                      | 14 de maio de 1915     |
| Cruz Hanseática de Hamburgo                                         |                        |
| Cruz de Cavaleiro da Ordem da Casa Real de Hohenzollern com Espadas |                        |
| Cruz de Honra da Guerra Mundial 1914/1918                           |                        |
| Cruz de Ferro (1939) 2ª Classe                                      | 14 de setembro de 1939 |
| Cruz de Ferro (1939) 1ª Classe                                      | 21 de outubro de 1939  |
| Medalha da Frente Oriental                                          |                        |
| Cruz de Cavaleiro da Cruz de Ferro                                  | 5 de junho de 1940     |
| Cruz de Cavaleiro da Cruz de Ferro com Folhas de Carvalho nº 68     | 24 de janeiro de 1942  |
| Cruz do Mérito Militar (Áustria-Hungria)                            |                        |
| Medalha por Longo Tempo de Serviço na Wehrmacht                     |                        |